# Bộ Thập (十)
Bộ Thập (十) nghĩa là "số mười", nhưng cũng có những nghĩa khác như hoàn thiện hay hoàn hảo (như thập toàn 十全) là một trong 23 bộ thủ được cấu tạo từ 2 nét trong số 214 Bộ thủ Khang Hy.
Ban đầu chữ Thập chỉ là một đường thẳng dựng đứng, vốn là chữ tượng hình của cái kim (針 - châm, nghĩa là "cái kim", cũng dùng trong từ "châm chọc", "châm chích"), tuy nhiên về sau được thêm một dấu chấm ở giữa và theo quá trình thời gian, dấu chấm dần dần trở thành đường thẳng ngắn và cuối cùng có được hình dạng như ngày nay.
Trong Khang Hi tự điển, có 55 ký tự (trong tổng số 49.030) được tìm thấy dưới bộ thủ này.

## Chữ dùng bộ Thập (十)

Giáp cốt văn
Kim văn
Đại triện
Tiểu triện

| Số nét | Chữ                        |
| ------ | -------------------------- |
| 0      | 十                         |
| 3 nét  | 卂, 千, 卄                 |
| 4 nét  | 卅, 卆, 升, 午             |
| 5 nét  | 卉, 半                     |
| 6 nét  | 卋, 卌, 卍, 华, 协, 卐, 毕 |
| 7 nét  |                            |
| 8 nét  | 丧, 卑, 卒, 卓, 協, 单, 卖 |
| 9 nét  | 南                         |
| 10 nét |                            |
| 11 nét | 卙                         |
| 12 nét | 博                         |
| 21 nét | 卛, 颦                     |